# Calopodinae
Calopodinae (лат.) — подсемейство жуков из семейства узконадкрылок.

## Описание
Глаза с большой вырезкой, в которой на бугорке расположены усики. Тазики средних ног расставлены. Задние бедра вкладываются в округлые суставные ямки первого сегмента брюшка. На восьмом стерните брюшка самцов имеется базальный выступ. Головная капсула личинок симметричная. Личинки развиваются в гниющей древесине.

## Список родов
В составе подсемейства:
- триба: Calopodini|Costa, 1852 (син.: Calopini (неправильное написание))

- род: Calopus Fabricius, 1777
- род: Sparedrus Dejean, 1821

## Палеонтология
Ископаемые представители известны из Бирманского янтаря.